# Bataan (Film)
Bataan ist ein US-amerikanischer Kriegsfilm des Regisseurs Tay Garnett aus dem Jahr 1943. Deutschland-Premiere war am 25. Oktober 1963.

## Handlung
Im Zweiten Weltkrieg muss die US-Army im Pazifik Rückzugsgefechte durchführen. Über einer Schlucht auf der Halbinsel Bataan auf den Philippinen spannt sich eine Brücke. Nachdem die Armee und einige Zivilisten die Brücke passiert haben, soll eine hastig zusammengewürfelte Gruppe von Freiwilligen die Brücke sprengen. In der Gruppe befindet sich ein schwarzer Sprengstoffexperte, ein mexikanisch-amerikanischer Panzerfahrer, ein Sanitäter mit strengen Moralvorstellungen, ein Ingenieur, ein einheimischer Führer, ein Koch und ein naiver junger Seemann. Dazu kommen noch Sergeant Dane und Corporal Feingold von der Infanterie sowie Barney Todd, ein Funker. Anführer der Gruppe ist Captain Lassiter.
Die Gruppe sprengt die Brücke in die Luft, dabei wird Lassiter aber von einem Scharfschützen erschossen. Dane übernimmt die Leitung der Gruppe. Nach und nach wird die Gruppe dezimiert, sowohl vom Feind als auch von der Malaria. Luftwaffen-Lieutenant Bentley und sein Mechaniker, der Philippiner Katigbak, versuchen hektisch ein Flugzeug zu konstruieren. Sie schaffen es, doch Bentley wird tödlich verwundet. Bentley lässt Dynamit aufladen, startet die Maschine und fliegt in Kamikaze-Manier auf die Fundamente der Brücke zu, damit die Japaner sie nicht wieder aufbauen können. 
Die übrigen Männer schlagen einen Frontalangriff der Japaner zurück. Zwei weitere Männer werden getötet, diesmal von Japanern, die sich tot gestellt haben. Sergeant Dane als letzter Überlebender gräbt sich neben seinen gefallenen Kameraden sein Grab und legt sich hinein. Der Film endet mit Dane, der aus dem Grab heraus auf die herankommenden Japaner feuert.

## Hintergrund
MGM zahlte 6.500 US-Dollar, um Szenen aus John Fords Kriegsfilm Die letzte Patrouille (1934) verwenden zu dürfen.
Cedric Gibbons (elf Oscars) und Edwin B. Willis (acht Oscars) waren für die Filmbauten verantwortlich, wobei Lyle R. Wheeler (fünf Oscars) als Berater fungierte. Toningenieur Douglas Shearer (sieben Oscars) kam oscarprämiert ans Set, die Spezialeffektkünstler Warren Newcombe (drei Oscars) und A. Arnold Gillespie (fünf Oscars) gewannen ihre Auszeichnungen später in ihrer Karriere.

## Historischer Hintergrund
Nach dem Angriff der Japaner auf Pearl Harbor am 7. Dezember 1941 stand als Nächstes die Invasion der Philippinen auf dem Plan. In der Schlacht um Bataan, die am 1. Januar 1942 begann, mussten sich die aus Manila zurückgedrängten vereinigten Streitkräfte der Philippinen und der Vereinigten Staaten bis auf die Halbinsel zurückziehen, in der Hoffnung, von dort evakuiert zu werden. Doch die Evakuierung konnte nicht durchgeführt werden. Nach der Kapitulation am 9. April 1942 kam es zu dem berüchtigten Todesmarsch von Bataan, bei dem die alliierten Kriegsgefangenen (ca. 70.000 Mann) knapp 60 Kilometer in ein Lager zurückzulegen hatten. Bis zu 16.000 Gefangene sollen bei dem Marsch gestorben sein.

## Kritiken
Für den film-dienst war der Film ein „propagandistischer Kriegsfilm, der falsches Heldentum und militaristisches Denken verherrlicht.“